# Kulm (district)
Het district Kulm is een district van het kanton Aargau, gelegen aan de westelijke oever van het Hallwilermeer. De hoofdplaats is Unterkulm, de grootste gemeente is Reinach. Het district omvat 17 gemeenten, heeft een oppervlakte van 101,35 km² en heeft 36.605 inwoners (eind 2004).
Het district omvat de volgende gemeenten:
| Wapenschild    | Gemeentenaam   | Inwoners (31.12.2004) | Oppervlakte (km²) |
| -------------- | -------------- | --------------------- | ----------------- |
| Beinwil am See | Beinwil am See | 2637                  | 5,78              |
| Birrwil        | Birrwil        | 952                   | 5,53              |
| Burg           | Burg           | 999                   | 0,94              |
| Dürrenäsch     | Dürrenäsch     | 1140                  | 5,91              |
| Gontenschwil   | Gontenschwil   | 2093                  | 9,74              |
| Holziken       | Holziken       | 1180                  | 2,86              |
| Leimbach       | Leimbach       | 382                   | 1,14              |
| Leutwil        | Leutwil        | 702                   | 3,75              |
| Menziken       | Menziken       | 5443                  | 6,38              |
| Oberkulm       | Oberkulm       | 2346                  | 9,40              |
| Reinach        | Reinach        | 7607                  | 9,48              |
| Schlossrued    | Schlossrued    | 883                   | 7,25              |
| Schmiedrued    | Schmiedrued    | 1218                  | 8,65              |
| Schöftland     | Schöftland     | 3297                  | 6,28              |
| Teufenthal     | Teufenthal     | 1623                  | 3,57              |
| Unterkulm      | Unterkulm      | 2878                  | 8,88              |
| Zetzwil        | Zetzwil        | 1225                  | 5,81              |

Aarau · Baden · Bremgarten · Brugg · Kulm · Laufenburg · Lenzburg · Muri · Rheinfelden · Zofingen · Zurzach